# Mario Valota
Mario Valota, född 8 februari 1918, död 30 september 2000, var en schweizisk fäktare.
Valota blev olympisk bronsmedaljör i värja vid sommarspelen 1952 i Helsingfors.